# Proyecto de Normas en los Conflictos Armados
El Proyecto de Normas en los Conflictos Armados (Proyecto RULAC) es una iniciativa de la Academia de Ginebra de Derecho Internacional Humanitario y de los Derechos Humanos para apoyar la aplicación y ejecución internacional del derecho en los conflictos armados.

## Información general
A través de una base de datos global y de su análisis, el Proyecto RULAC tiene como objetivo la evaluación de la aplicación por parte de los Estados de la ley aplicable en los conflictos armados: 
- Derecho internacional humanitario
- Derecho internacional de los derechos humanos
- Derecho penal internacional
- Derecho del refugiado

El proyecto, en última instancia, cubre a todos  los Estados miembros de las Naciones Unidas y a todos los que forman parte en los Convenios de Ginebra, así como a los territorios en disputa, tanto si se encuentran en situación de conflicto armado como si no. De hecho, algunas normas internacionales deben ser implementadas en tiempo de paz o son relevantes en las situaciones posteriores a los conflictos, en particular los relativos a la represión de los crímenes internacionales. Además, de las normas relativas a la lucha contra el terrorismo, que están cubiertos por el sitio web, son aplicables a los Estados que no están necesariamente en una situación de conflicto armado.
La página web está dividida en tres partes. La página web ofrece una pequeña descripción de la legislación aplicable y se ocupa de las cuestiones jurídicas importantes en esa área, por ejemplo, la calificación jurídica de los conflictos o la aplicabilidad del derecho internacional de los grupos armados no estatales. El sitio web ofrece a continuación para cada país los textos y documentos relevantes relacionados con el marco jurídico nacional e internacional del Ordenamiento jurídico y jurisprudencia, Resoluciones de las Organizaciones intergubernamentales, Tratados, etc. Por último, el sitio web ofrece un análisis jurídico que, por un lado, califica el conflicto en virtud del derecho internacional humanitario y por el contrario, determina la ley aplicable. Esta parte del sitio web es, sin duda el más delicado en términos jurídicos y políticos, en particular en lo que concierne al Proyecto RULAC.
El Proyecto RULAC debe ser, y es, una valiosa fuente de información para funcionarios gubernamentales, periodistas y más ampliamente para cualquier persona interesada por el respeto de la Ley en la guerra. 

## Convenios de Ginebra
Los Convenios de Ginebra son:
- Primer Convenio de Ginebra "para aliviar la suerte que corren los heridos y los enfermos de las fuerzas armadas en campaña, 1949" (Adoptado por primera vez en el año 1864, última revisión en el año 1949)
- Segundo Convenio de Ginebra "para aliviar la suerte que corren los heridos, los enfermos y los náufragos de las fuerzas armadas en el mar, 1949, (Sucesor del X Convenio de la Haya del año 1907)
- Tercer Convenio de Ginebra "relativo al trato debido a los prisioneros de guerra, 1949" (adoptado por primera veen el año 1929, última revisión en el año 1949)
- Cuarto Convenio de Ginebra "relativo a la protección debida a las personas civiles en tiempo de guerra, 1949" (Adoptado por primera vez en el año 1949, basado en parte en el IV Convenio de Ginebra del año 1907)

Además, hay tres Protocolos de enmienda adicionales a los Convenios de Ginebra:
- Protocolo I (1977): Protocolo Adicional a los Convenios de Ginebra del 12 de agosto de 1949, para aliviar la suerte que corren los heridos y los enfermos de las fuerzas armadas en campaña. Al 12 de enero de 2007 había sido ratificado por 167 países.
- Protocolo II (1977): Protocol Adicional a los Convenios de Ginebra del 12 de agosto de 1949, para aliviar la suerte que corren los heridos, los enfermos y los náufragos de las fuerzas armadas en el mar, 1949. Al 12 de enero de 2007 había sido ratificado por 163 países.
- Protocolo III (2005): Protocolo Adicional a los Convenios de Ginebra del 12 de agosto de 1949, relativo a la aprobación de un signo distintivo adicional. Al mes de junio del año 2007 había sido ratificado por 17 países y firmado, pero no ratificado aún por otros 68 países.

ICRC, ¿Qué es el Derecho internacional humanitario? (inglés), Fact Sheet, 2004.
ICRC, Normas fundamentales de los Convenios de Ginebra de 1949 y de los Protocolos adicionales del año 1977, 1988
ICRC, Estudio del Derecho Internacional Humanitario Consuetudinario.